# Російська колонізація Прикам'я

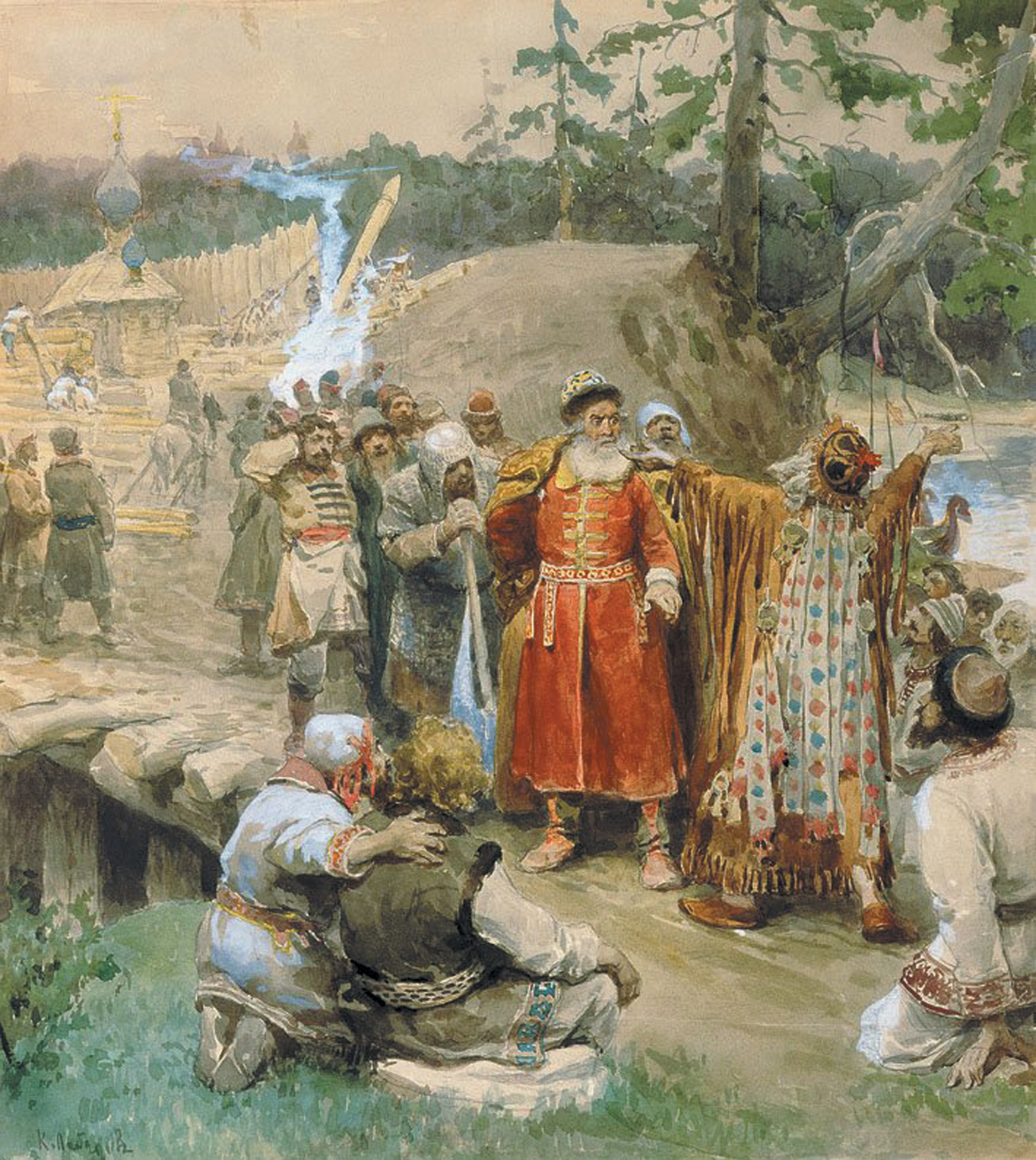
К. Лєбєдєв. «Освоєння руськими нових земель». Папір, акварель. 1904

Російська колонізація Прикам'я — тривалий процес русифікації Великого князівства Пермського, що проводиться Московським царством, а потім і взагалі процес захоплення пермських земель російськими колонізаторами. Документально зафіксовано перше вторгнення у XII столітті на територію Прикам'я загону володимиро-суздальських князів. Перші поселення руських в Прикам'ї з'являються у XIII—XIV століттях і пов'язані з монголо-татарською навалою, що призвів до переселення сюди російського й неросійського населення. Ранні поселення розміщувалися на пам'ятниках родановській археологічної культури і були змішаними за етнічним складом. Спочатку поселенці жили в союзі з місцевим населенням,однак воно було швидко витіснено ними.
У XIV—XV століттях йшла боротьба за політичний та економічний вплив над Прикам'я між Новгородською землею і Московським князівством, що закінчилася перемогою останнього. У XV столітті на території Прикам'я з'являються перші російські міські поселення.Згодом князівство прийняло від росіян православ'я. Офіційною датою хрещення Пермського князівства вважається 1462. З середини XVI в. починається новий етап колонізації Прикам'я, пов'язаний з діяльністю солепромисловців Строганових. У цей час різко збільшується приплив руського населення в край, зростає число руських поселень. Але з цим посилюється гніт на місцеве населення. Люди, які хотіли незалежності своєї держави або зневажали російський уряд, відчули на собі всі звірства і жорстокість окупантів. На території колишнього Великого князівства Пермського прокотилася серія вбивств і страт над пермським народом, надалі частина якого була змушена емігрувати на територію сучасного Комі-Перм'яцького округу.